# Béthanie (Quebec)

Béthanie é uma municipalidade (municipalité) do Condado de Acton, na província de Quebec, Canadá. No fim de 2004, possuía 337 habitantes.
|                                          | Norte: Sainte-Christine         |                 |
| Oeste: Roxton, Saint-Joachim-de-Shefford | Béthanie                        | Leste: Valcourt |
|                                          | Sul: Sainte-Anne-de-la-Rochelle |                 |